# Даниил Ратников
Даниил Ратников е естонски футболист, който играе за Черно море като атакуващ полузащитник. Роден е на 10 февруари 1988 г. в Талин.
Той е син на известния футболист от миналото Сергей Ратников.

## Кариера

### В Естония
Даниил Ратников дебютира в професионалния футбол още на 16 години през 2004 г. с екипа на ТВМК Талин. След това играе по един сезон в Тамека Тарту и Мааг Тамека, преди отново да се завърне в родния си клуб. През 2009 г. подписва договор с Транс Нарва, където треньор е баща му Сергей Ратников. Даниил прави отлична година и се превръща във водещ голмайстор за тима, отбелязвайки 10 гола в 29 срещи. С добрите си изяви привлича вниманието на Черно море и през януари 2010 г. идва във Варна на пробен период. Той е успешен и месец по-късно Ратников е привлечен от „моряците“, които плащат за правата му 40 000 евро.

### Черно море
Ратников дебютира официално за Черно море в А група на 14 март 2010 г. при домакинската победа с 3:2 над Локомотив (Пловдив). Той се появява на терена в 81-вата минута, заменяйки Георги Божилов. Първите месеци във Варна са трудни за офанзивния полузащитник, който рядко е използван от наставника на „моряците“ Велизар Попов. До края на сезона той играе в общо 7 мача, като в нито един от тях не започва като титуляр. В последния кръг от сезон 2009/10 Ратников бележи първия си гол с екипа на зелено-белите. Той се разписва срещу Монтана, носейки победата на Черно море с 2:1.